# Türkische Botschaft Pretoria
Die Türkische Botschaft Pretoria (offiziell: Botschaft der Republik Türkei Pretoria; türkisch: Türkiye Cumhuriyeti Pretoria Büyükelçiliği oder T.C. Pretoria Büyükelçiliği) ist die höchste diplomatische Vertretung der Republik Türkei in Südafrika. Seit 2010 residiert Ahmet Vakur Gökdenizler als Botschafter der Republik Türkei in dem Botschaftsgebäude.
Die diplomatischen Beziehungen zwischen der Türkei und Südafrika wurden am 22. April 1993 begründet. Die Botschaft in Pretoria wurde am 22. März 1994 eröffnet. Der Botschafter ist neben Südafrika auch für Botswana, Lesotho und Swasiland akkreditiert.
Der Botschaft unterstellt sind die Honorargeneralkonsule in Kapstadt und Gaborone (Botswana).